# Fort Simpson
Fort Simpson (na língua Slave: Liidli Kue) é uma aldeia, a única em todo o território, na Região de Dehcho dos Territórios do Noroeste, no Canadá. A comunidade está localizada em uma ilha na confluência dos rios Mackenzie e Liard. Está a aproximadamente 500 quilômetros a oeste de Yellowknife, capital do território. Em 2011 a aldeia tinha uma população de 1.238 habitantes e uma densidade populacional de 15.8 pessoas por quilômetro quadrado.